# 上帝的和平

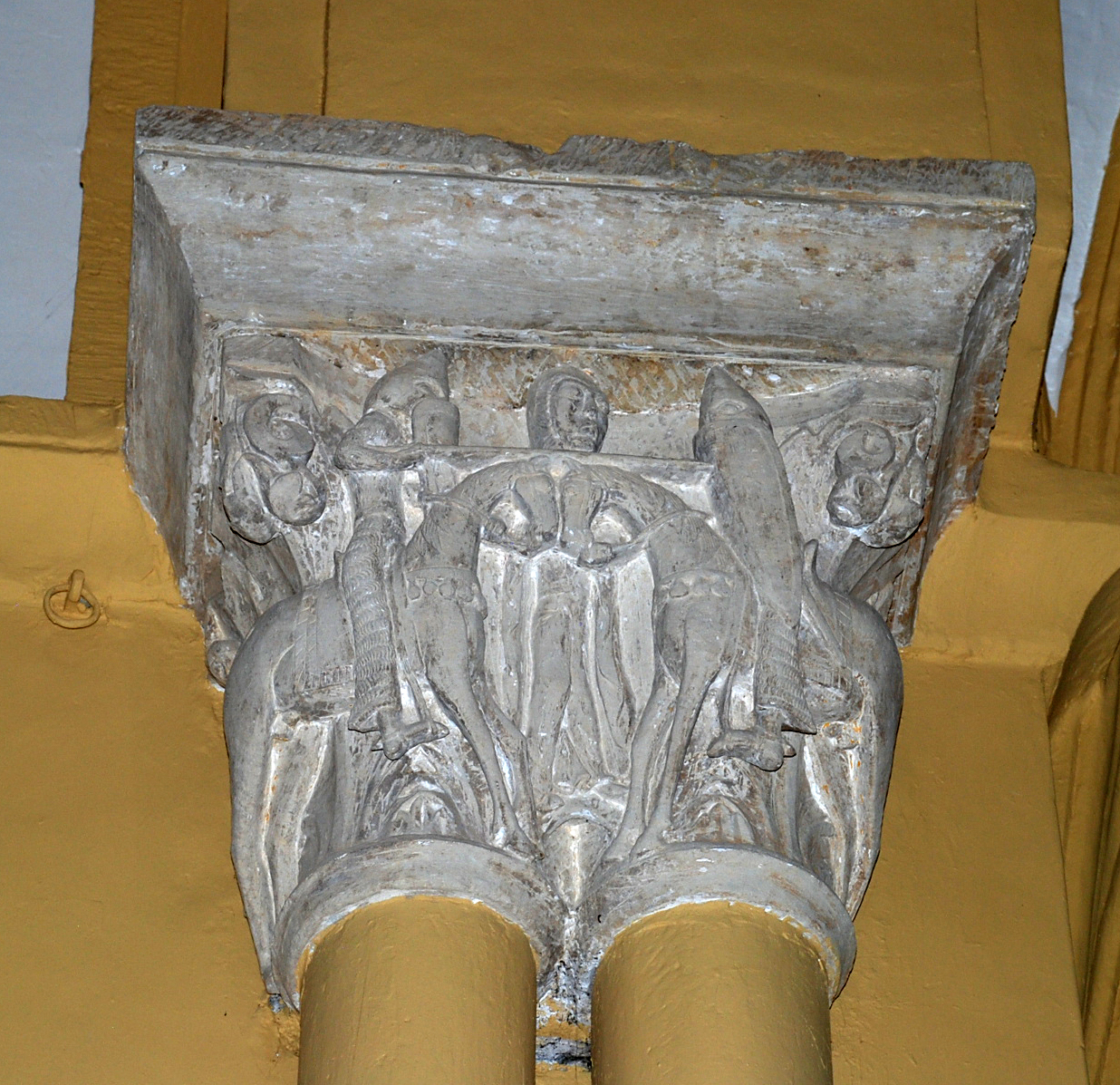
雷维利亚德科利亚索斯當地教堂所描繪之天主的和平：兩名騎馬的騎士打算決鬥，但一名女人阻止了他們

天主的和平（拉丁語：Pax et treuga Dei），又称天主治世，是十世紀末至十三世紀天主教会推动的一項運動，主張以靈性去約束戰爭暴力。十世紀末，法蘭克貴族之間發生政治動蕩，故此天主教會發起了「天主治世」運動，對這段時期的歐洲政局有深刻的影響。

## 背景
中世紀因為法蘭克王國分裂，使得王權低落，各地陷入分裂，由封建領主統治。當時法國為主的國家因為王權低落。北歐外患入侵，對西歐造成社會上的破壞，中央政府沒有能力組織反擊，封建領主紛紛築城堡抵抗。使得地方封建勢力更加強大。而騎士以戰鬥為職業，是戰爭與和平的決定者。騎士之間的紛爭沒有更高的仲裁力量來調解，只能用刀劍來解決。
而當外患停止，騎士這種武裝力量沒有用處後，沒有生產力的騎士為了生存，自然把矛頭轉向富裕的教會，以暴力搶劫維生。社會中的非武裝人員自然成為犧牲品。也對社會的經濟有極大的負面影響。
當世俗力量無法控制這樣的局面，為了保護教會的安全，以及那些向教會繳納十一稅的農民的財產，受害的教會只好自己挺身而出。而教會也希望可以在與世俗鬥爭中取得權力。擺脫王權的干預，力圖把騎士變成基督信仰的捍衛者，變成可以為教會使用來鎮壓異端的軍事力量。

## 過程
天主的和平由王權最為衰落的法國南部發起，後來逐漸向整個西歐地區擴散。十世紀末法國南部主教舉行和平會議。要求騎士宣佈和平誓言，保護社會非武裝人員，違反者重罰。十一世紀初，天主的和平運動正式開始，標誌著西歐社會的一個時代里程。經過了五十年，騎士的武力活動受到了嚴格的限制，只有在周二可以進行武力決鬥。

## 影響
“天主的和平”運動歷經一個世紀，對中世紀西歐的 歷史 發展產生了重要的影響：它在一定程度上限制了中古早期西歐封建貴族的私戰和騎士的暴力活動和行為，使西歐的社會秩序有所好轉，從而為西歐經濟復興創造了有利條件；“天主的和平”運動提高了主教的地位和教會的權威，為11世紀後期的教會改革提供了重要條件；它促進了西歐騎士制度的形成，產生了劃分三個等級的社會理論，並為十字軍東侵創造了條件。
但該運動也有其自身的局限，“天主的休戰”雖然把騎士的爭戰限定在一定的時間之內，但是它也意味著其他時間進行的私戰是合法的；世俗國王和封建主發動的“公共戰爭”與封建主之間的私戰難以區分，所以戰爭和暴力活動仍然有增無減。

## 為何沒有在不列颠群岛發生
天主的運動與天主教和中世紀騎士傳统是連繋起來的，密不可分。由於傳统上，不列颠群岛上的軍事便迥异於欧洲，其主要的武裝力量是長弓手而非騎士，加上在十六世紀英格兰国王亨利八世与当时的教宗反目，推行了宗教改革，使英国脱离了罗马教廷的控制，這使天主的運動由此至终都在英國沒有發生。